# Sector eléctrico en el Perú
El sector eléctrico en el Perú ha experimentado sorprendentes mejoras en los últimos 20 años. El acceso a la electricidad ha crecido del 45% en 1990 al 96% en junio de 2019, a la vez que mejoró la calidad y la eficacia de la prestación del servicio. Estas mejoras fueron posibles gracias a las privatizaciones posteriores a las reformas iniciadas en 1992. Al mismo tiempo, las tarifas de electricidad han permanecido en consonancia con el promedio de América Latina.
Sin embargo, aún quedan muchos retos. El principal es el potencial sin explotar de algunas energías renovables, en concreto la energía hidroeléctrica, la energía eólica y la energía solar. El marco regulador de energías renovables incentiva estas tecnologías pero en volúmenes muy limitados ya que una mayor oferta implicaría un aumento en el costo de la energía del país. En 2020, Perú fue el 34º mayor productor de energía hidroeléctrica del mundo, con 5,7 GW de potencia instalada; el 50.º mayor productor de energía eólica del mundo, con 0,37 GW de potencia instalada; y el 53.er mayor productor de energía solar del mundo, con 0,33 GW de potencia instalada. Específicamente en el caso de las ventajas geográficas, el Perú tiene un potencial de 70,000 Megavatios (MW) de energía hidroeléctrica, actualmente nuestra capacidad oscila entre 7,000 y 7,500 MW por año, pero el potencial es 10 veces más.
La capacidad actual de generación de electricidad está dividida de manera uniforme entre las fuentes de energía térmica e hidroeléctrica. El renovado y reciente dinamismo del sector eléctrico del país se basa en el cambio por plantas a gas natural, fomentado por la producción del campo de gas de Camisea en la selva amazónica.
El Sistema Eléctrico Interconectado Nacional (SEIN) abastece al 85% de la población conectada, con varios sistemas “aislados” que cubren el resto del país. A pesar de que la inversión en generación, transmisión y distribución en las áreas urbanas es principalmente privada, los recursos para la electrificación rural provienen únicamente de recursos públicos del Perú.

## Capacidad instalada
La capacidad de generación instalada de Perú está dividida de manera uniforme entre las fuentes de energía térmica y fuentes de energía hidroeléctrica. En 2006, el país tenía una capacidad instalada de 6,7 GW, de la cual el 52% correspondía a la generación térmica y el 48% a la generación hidroeléctrica, con un porcentaje insignificante de otras fuentes de energía renovable. De la capacidad total, el 84% (5,63 GW) entra en el mercado eléctrico, mientras que el restante 16% (1,03 GW) se genera para consumo propio. En 2021, tenía una capacidad instalada de 15,34 GW, de la cual el 60% correspondía a la generación térmica y el 35% a la generación hidroléctrica, con un 2% y 3% a energía solar y eólica, respectivamente.
Sin embargo, la generación eléctrica no está dividida de manera uniforme entre las dos fuentes principales. En 2006, el 72% de la generación de electricidad total de Perú provenía de las plantas hidroeléctricas (la generación total era de 27,4 TWh), con plantas térmicas convencionales que sólo funcionaban durante períodos de demanda máxima o cuando la producción hidroeléctrica estaba restringida por fenómenos meteorológicos. Esta “infrautilización” de la capacidad térmica del país se debe a los altos costos variables de la generación térmica. En 2004, el margen de reserva del país se calculaba en 45%. Sin embargo, cuando se sacaron de la ecuación las costosas plantas térmicas, los márgenes cayeron hasta el 15%.
En un intento por reducir la dependencia del país de las fuentes hidroeléctricas, el gobierno peruano ha apoyado una gran inversión en las plantas generadoras a gas. El Proyecto de gas de Camisea ha inaugurado la producción de gas natural en el Perú, con la primera planta generadora a gas de 140 MW en Tumbes, que comenzará a operar a fines de 2007. El proyecto de Camisea se considera estratégico, ya que se espera que ayude a reducir el déficit que existe en el equilibrio de la balanza comercial de hidrocarburos de Perú al reemplazar las importaciones (principalmente de diésel y GLP) y permitir la exportaciones (excedentes de nafta y GLP).
La naturaleza dinámica del sector eléctrico continuó durante 2007, con un aumento calculado de 9,3% en la generación, que se espera que alcance los 30 TWh. Este aumento se debe principalmente a las condiciones positivas para la generación térmica mediante la utilización del gas natural en las nuevas plantas y también al aumento en la generación hidroeléctrica debido a la disponibilidad de recursos hidrológicos en las instalaciones hidroeléctricas existentes.
La producción de energía eléctrica nacional según recurso energético utilizado es la siguiente:
| Recurso energético     | 2020   | 2021   | 2022   |
| ---------------------- | ------ | ------ | ------ |
| Agua                   | 30 506 | 31 926 | 29 748 |
| Gas Natural            | 18 017 | 21 335 | 25 317 |
| Flexigas               |        | -      | 0,025  |
| Diésel/Carbón/Residual | 1 081  | 927    | 1 244  |
| Bagazo/Biogás          | 535    | 562    | 553    |
| Eólica                 | 1 814  | 1 823  | 1 931  |
| Solar                  | 778    | 802    | 821    |
| Calor de proceso       |        | 22     | 23     |
| Total nacional         | 52 734 | 57 397 | 59 637 |

## Demanda
En 2018, el consumo total de electricidad en el Perú era de 24 TWh, lo que corresponde a 872 kWh per cápita al año. A continuación se muestran los porcentajes de consumo para los diferentes sectores económicos según su hábito :
- Industrial: 48%
- Residencial: 24%
- Comercial: 25%
- Iluminación pública: 3%

## Proyecciones de demanda y suministro
Desde el punto de vista de las demandas proyectadas, el Ministerio de Energía y Minas (MINEM) estimó que la demanda de electricidad aumentaría entre el 5,6% y el 7,4% al año entre 2007 y 2015. Se esperaba que la demanda de electricidad per cápita alcance los 1.632 kWh en 2030.
Para cumplir con esta creciente demanda, el Perú previó apoyarse en el gas natural, que es la opción más competitiva entre los demás tipos de combustible.
Se esperaba que la capacidad instalada de generación de electricidad a gas crezca de 0,3 GW en 2002 a 6,0 GW en 2030. Sin embargo dicha proyección fue superada ampliamente, en la actualidad la generación eléctrica a partir de este combustible supera el 30% de participación en la matriz energética peruana pudiendo llegar a 45% inclusive, dependiendo de la época del año.

## Acceso a la electricidad
En 2006, el 79% de la población de Perú tenía acceso a la electricidad, un porcentaje inferior al 94,6 de promedio para la región de ALyC. Perú posee una de las tasas de electrificación rural más bajas de América Latina. La cobertura en las áreas rurales predominantemente pobres es de aproximadamente el 30%, con más de seis millones de personas sin acceso a la electricidad. En el Plan Nacional de Electrificación Rural (PNER) de 2004, el gobierno de Perú reiteró su compromiso para reducir la diferencia en la electrificación, con el objetivo de aumentar la cobertura rural del 30% al 75% en 2013.

## Calidad del servicio

### Frecuencia y duración de las interrupciones
En 2005, la cantidad media de interrupciones por cliente fue de 14,5, mientras que la duración de las interrupciones por cliente fue de 18,3 horas. Ambas cifras se aproximan mucho a los promedios ponderados de 13 interrupciones y 14 horas para la región de ALyC.

### Pérdidas en distribución y transmisión
Las pérdidas en 2006 alcanzaron el 11% de la producción total. Las pérdidas en distribución fueron del 6,3%, más bajas que el 22 % de la década anterior y menor al 13,5% del promedio de ALyC. Se cree que las pérdidas en transmisión para el mismo año llegarán al 4,7%.

## Responsabilidades en el sector eléctrico

### Política y regulación
La Dirección General de Electricidad (DGE), dependiente del Ministerio de Energía y Minas (MEM), está a cargo del establecimiento de políticas y regulaciones de electricidad y de otorgar concesiones. También es la responsable de elaborar los planes de expansión de la generación y la transmisión y tiene que aprobar los procedimientos pertinentes para el funcionamiento del sistema eléctrico.
El Organismo Supervisor de la Inversión en Energía y Minería (OSINERGMIN), creado en 1996 como OSINERG (las competencias sobre minería fueron agregadas en enero de 2007, posteriormente la competencia específica sobre aspectos minero ambientales fueron transmitidos al OEFA) desempeña sus funciones en el sector según lo establecido en la Ley de Concesiones Eléctricas (LCE) de 1992 y la Ley para asegurar el desarrollo eficiente de la Generación Eléctrica (Ley de Generación Eficiente) de 2006, entre otras. Además, el OSINERGMIN es el organismo responsable de hacer cumplir las obligaciones fiscales de los licenciatarios según lo establecido por la ley y su regulación. Por último, es el responsable de controlar que se cumplan las funciones del Comité de Operación Económica del Sistema (COES) y de determinar semestralmente los porcentajes de la participación de las compañías en el mercado.
En 2000, OSINERG se fusionó con la Comisión de Tarifas Eléctricas (CTE), actualmente denominada Gerencia Adjunta de Regulación Tarifaria (GART). Juntos, están a cargo de fijar las tarifas de generación, transmisión y distribución y las condiciones de ajuste de tarifa para los consumidores finales. También determinan las tarifas del transporte y la distribución de gas mediante gasoductos.
En el caso de la electrificación rural, la Dirección General de Electrificación Rural (DGER) está a cargo del Plan Nacional de Electrificación Rural (PNER), que se enmarca en las pautas de las políticas establecidas por el Ministerio de Energía y Minas. La DGER está a cargo de la ejecución y coordinación de los proyectos en áreas rurales y regiones de pobreza extrema.
Finalmente, el Instituto Nacional de Defensa de la Competencia y de la Protección de la Propiedad Intelectual (INDECOPI) se encarga de controlar el cumplimiento de la Ley Antimonopolio y Antioligopolio de 1997.

### Generación
En 2006, 38 compañías generaban electricidad para el mercado, mientras que 78 compañías producían electricidad para uso propio. Entre las 38 compañías que suministraban energía al mercado, cuatro representaban el 70% de la capacidad total:
- Orygen: 1.574 MW
- Electroperú (ELP): 1.032 MW
- Engie: 725 MW
- EGENOR: 522 MW

ELP domina la producción hidroeléctrica con el 32% del total, mientras que Orygen lidera la generación térmica, también con el 32% del total.
Las compañías privadas dominan el sector de la generación. En cuanto a participación, las compañías estatales representan el 31% de la capacidad de generación, mientras que el 69% restante está en manos privadas. Los porcentajes de producción son 40% y 60% para las compañías estatales y privadas respectivamente.

### Transmisión
El 100% de las actividades de transmisión en el Perú están en manos privadas. En 2006, había 6 compañías dedicadas exclusivamente a la transmisión que participaban en la transmisión eléctrica en el Perú: Red de Energía del Perú S.A. (REPSA), con el 28% de las líneas de transmisión, y Consorcio Energético Huancavelica (CONENHUA), Consorcio Transmantaro S.A. (S.A. Transmantaro), Eteselva S.R.L, Interconexión Eléctrica ISA Perú (ISAPERU) y Red Eléctrica del Sur S.A. (REDESUR), con el 15% de las líneas. Las empresas de generación y distribución y las que generan electricidad para consumo propio operan el 57% restante de las líneas de transmisión de energía.

### Distribución
En 2020, 63% de la electricidad se comercializaba a través de 22 empresas de distribución, mientras que el 37% restante se comercializaba a través de empresas de generación. Las compañías que se distinguieron por sus ventas a los consumidores finales fueron: Pluz Energía Perú (35%), Luz del Sur (30%), Engie (10%), Orygen (7%), Electroperú (5%), Hidrandina (4%), Termoselva (3%) y Electroandes (4%).
Las compañías públicas de distribución suministran electricidad al 55% de los clientes existentes, y el 45% está en manos de compañías privadas. Sin embargo, en términos de electricidad distribuida, las compañías privadas estaban a la cabeza con el 71% del total, frente al 29% para las compañías públicas.

## Recursos de energía renovable
El Fondo Nacional del Ambiente (FONAM) se creó en 1997 y recibió el mandato del Congreso peruano de identificar y promover proyectos que exploten las fuentes de energía renovable, introduzcan tecnologías limpias y promuevan la eficiencia de la energía y la sustitución de combustibles altamente contaminantes. Sin embargo, la contribución de las fuentes de energía renovable es aun muy limitada en el Perú, excepto en lo que concierne a la energía hidroeléctrica.

### Energía hidroeléctrica
La energía hidroeléctrica es el único recurso renovable explotado en el Perú. En 2006, correspondía al 48% de la capacidad instalada total y al 72% de la electricidad generada. La instalación hidroeléctrica más grande del país es la del complejo del Mantaro de 1.008 MW, al sur de Perú, operada por la compañía estatal Electroperú. Las dos plantas hidroeléctricas del complejo generan más de un tercio del suministro eléctrico total de Perú. En febrero de 2006, Egecen S.A. completó la construcción de la planta hidroeléctrica Yuncán de 130-MW, ubicada al noreste de Lima. La planta será operada por Engie, subsidiaria de Suez Energy International, con sede en Bruselas. Específicamente en el caso de las ventajas geográficas, el Perú tiene un potencial de 70,000 Megavatios (MW) de energía hidroeléctrica, actualmente nuestra capacidad oscila entre 7,000 y 7,500 MW por año, pero el potencial es 10 veces más.

### Energía eólica
La contribución de la energía eólica a la matriz de energía de Perú es insignificante, con sólo 0,7 MW de capacidad instalada en 2006.
Según estudios del Servicio Nacional de Meteorología e Hidrología (SENAMHI), se estima que el potencial de energía eólica de Perú es de 19 GWh/año o aproximadamente el 20 % del consumo actual de electricidad. Las provincias de Talara, Laguna Grande, Marcona y Punta Atico son las que tienen el mayor potencial de energía eólica. Sin embargo, la ausencia de un marco regulador y de un registro confiable del potencial eólico, junto con la falta de recursos humanos, financieros y técnicos, han dificultado hasta ahora la explotación del potencial de energía eólica de Perú.
En Perú, existen las siguientes centrales eólicas en funcionamiento: Central Eólica Tres Hermanas (Ica), Parque Eólico Marcona (Ica), Central Eólica Talara (Piura), Central Eólica Cupisnique (La Libertad), Central Eólica Wayra I (Ica), Parque Eólico Huambos (Cajamarca). El parque eólico operativo más grande del país es la central de 132MW Wayra I de Enel Green Power Perú.

### Energía solar
Se ha estimado que Perú tiene condiciones favorables para el desarrollo de proyectos de energía solar. No obstante, el potencial solar del país todavía no se ha explotado. En la cordillera situada al sur, la energía solar alcanza niveles promedios de más de 6 kWh/m²/día, que están entre los más altos a nivel mundial. Al 2021, la energía solar fotovoltaica representaba el 24% de la capacidad renovable; según IRENA, en 2022, Perú contaba con 336 MW fotovoltaicos.
Para el 2023, se prevé la entrada en operación comercial de cinco centrales solares: Continua Chachani (100 MW), Continua Misti (300 MW) y Continua Pichu Pichu (60 MW), de Continua Energías Postivias, en Arequipa; Clemesí (122,59 MW) de Enel Perú en Moquegua; y Milagros (20 MW) de TRE Perú S.A.C. en Maynas.

## Historia del sector eléctrico

### Antecedentes históricos
Desde su inicio, el sistema eléctrico peruano comenzó a desarrollarse por iniciativa privada. En 1955, la Ley N.º 12378 reguló los mecanismos de participación privada, estableciendo un sistema de concesiones con compromisos para aumentar la capacidad de generación en un 10% anual. En aquel entonces, se crearon la Comisión Nacional de Tarifas y otros mecanismos destinados a garantizar la rentabilidad de las inversiones. Sin embargo, a principios de los años 70, se produjeron cambios profundos. En 1972, el gobierno militar de facto nacionalizó la industria eléctrica a través de la Ley N.º 19.521 y creó ELECTROPERÚ (Empresa de Electricidad del Perú). ELECTROPERÚ se convirtió en dueña de todos los activos de generación, transmisión y distribución y llegó a estar a cargo de la prestación del servicio y de la planificación de las inversiones. Hasta comienzos de los 80 había importantes inversiones en proyectos hidroeléctricos y de energía térmica. Sin embargo, este dinamismo comenzó a desvanecerse durante los años 80, principalmente debido a la crisis de la deuda que comenzó en 1982 y que imposibilitó el nuevo financiamiento en la región. A principios de los 90, el sector eléctrico en el Perú demostró un deterioro importante debido a la poca inversión en infraestructura, al hecho de que las tarifas no cubrían los costos de producción, a que la inversión estaba restringida al mantenimiento y a la destrucción sistemática de las infraestructuras a causa de las actividades terroristas. Los resultados de esta crisis fueron graves: en 1990 solamente el 45% de la población tenía acceso a la electricidad, el suministro sólo cubría el 74% de la demanda y las pérdidas de distribución eran superiores al 20%.
El proceso de reforma estructural que comenzó en 1992 bajo el gobierno del entonces presidente Alberto Fujimori condujo a la privatización del sector eléctrico en una década en la cual la mayor parte de los países de la región experimentaron un proceso similar. El proceso de reestructuración, articulado en la Ley de Concesiones Eléctricas (LCE) de 1992, desagregó el monopolio estatal integrado verticalmente en generación, transmisión eléctrica y distribución, y estableció las bases para la introducción de operadores y de competencia privados para la generación y la comercialización, con la transmisión y la distribución reguladas sobre la base de la entrada libre y el acceso abierto. La Ley de 1992 fue modificada por la Ley N.º 26.876 (Ley Antimonopolio y Antioligopolio) en 1997. El proceso de concesiones y de transferencia de los activos de generación a las compañías privadas comenzó en 1994 y fue relanzado en 2002, pues no había terminado todavía.
Las compañías privadas que surgían de las reformas de 1992 se comprometieron a realizar importantes inversiones que se concretaron en los años siguientes. Las cifras de inversión alcanzaron sus niveles más altos en el período de 1996-1999 y luego decayeron una vez cumplidos los compromisos. El alto nivel de inversión condujo a aumentos promedios anuales en la capacidad instalada de 9,2%, una tasa que no se correspondió con el aumento en la demanda, que aumentó solamente un 4,7% al año de media. Como consecuencia, el nivel de reservas en el Sistema Eléctrico Interconectado Nacional (SEIN) aumentó a tasas medias del 23,2%. Las inversiones en transmisión y distribución hicieron aumentar la cobertura del 53% en 1993 al 76% en 2004.

### Desarrollos en la primera década de 2000
En septiembre de 2000 se aprobó la Ley de Promoción del Uso Eficiente de la Energía (Ley N.º 27.345), en la que se declaraba de interés nacional el apoyo al uso eficiente de la energía. La regulación de esta ley fue aprobada en octubre de 2007 (mediante el Decreto Supremo N.º 053-2007-EM). Los objetivos de esta ley son contribuir a la seguridad energética, mejorar la competitividad del país, generar excedente para exportaciones, reducir el impacto ambiental, proteger a los consumidores y acrecentar el conocimiento acerca de la importancia del uso eficiente de la energía.
En cuanto a la electrificación rural, ha habido varios intentos para cambiar el marco institucional y jurídico existente. En los últimos años, el Congreso ha aprobado dos leyes (la Ley de Electrificación Rural y de Localidades Aisladas y de Frontera en 2002 y la Ley de Promoción de Inversión Privada en Electrificación Rural en 2004) pero ninguna de ellas ha sido puesta en práctica debido a los conflictos con disposiciones de otras leyes.

## Tarifas y subsidios

### Tarifas
En 2006, la tarifa residencial media en el Perú era de 0,1046 US$ por kWh, el promedio ponderado en ALyC en 2005 era 0,115 US$.
En el mercado desregulado, la tarifa media para los consumidores finales era de 0,0558 US$ por kWh para la electricidad suministrada directamente por los generadores y de 0,0551 US$ por kWh para la electricidad suministrada por las compañías de distribución.

### Subsidios
En noviembre de 2001, la Ley N.º 275.010 creó el Fondo de Compensación Social Eléctrica (FISE).Este Fondo estableció un sistema de subsidio cruzado entre los consumidores que beneficia a usuarios con un consumo mensual por debajo de los 100 kWh a través de descuentos fijos y proporcionales. El descuento fijo se aplica a los consumidores de entre 30 y 100 kWh y el descuento proporcional está dirigido a aquellos con consumos por debajo de 30 kWh. El monto de los descuentos se financia con un recargo en la tarifa que pagan los consumidores regulados con consumos mensuales superiores a 100 kWh.
El número de hogares que se benefician de este esquema es superior a 2,4 millones (de los 3,6 millones de hogares conectados a nivel nacional). En julio de 2004, el FOSE fue ampliado para cubrir hasta el 50% de la factura del Sistema Eléctrico Interconectado Nacional (SEIN) y el 62,5% de los sistemas aislados para los usuarios con consumos menores a 30 kWh, a la vez que incluía un enfoque especial por la ubicación geográfica (rural-urbana).
(Véase Evaluación del FOSE para un análisis detallado de los resultados del FOSE).

## Inversión y financiación

### Inversión por subsector
En 2004, las necesidades anuales de inversión en el sector eléctrico hasta 2016 se estimaban en 200 millones US$, considerando un aumento proyectado de la demanda anual del 5%.
La inversión total en el sector eléctrico en 2006 fue de 480,2 millones US$, un 22% más que el monto para 2005. La inversión en generación, transmisión y distribución sumó 446,2 millones US$, mientras que la inversión de la Dirección Ejecutiva de Proyectos (DEP) en electrificación rural fue de 34 millones US$. En la siguiente tabla se resume la contribución de los sectores privado y público:
| Subsector    |                 | Compañías privadas | Compañías públicas | Total |
| ------------ | --------------- | ------------------ | ------------------ | ----- |
| Generación   | millones US$    | 260,4              | 29,2               | 289,6 |
|              | % participación | 90%                | 10%                |       |
| Transmisión  | millones US$    | 16,5               |                    | 16,5  |
|              | % participación | 100%               | 0%                 |       |
| Distribución | millones US$    | 73,5               | 66,5               | 140,1 |
|              | % participación | 52%                | 48%                |       |
| Total        | millones US$    | 350,5              | 95,7               | 446,2 |

Fuente: Ministerio de Energía y Minas 2007
La inversión de las compañías privadas ha repuntado después de alcanzar cifras muy bajas en 2003 (120 millones US$, igual que la inversión pública para ese año) después de la caída general en la inversión que sucedió a partir de 1999.

#### Requisitos de inversión
Para satisfacer la demanda esperada, se estima que las necesidades de inversión total en generación eléctrica y en la transmisión entre 2002 y 2030 sean de 16,2 a 20,7 millones US$.

### Financiación

#### Electrificación rural
Después de la reforma del sector energético a principios de los 90, el gobierno central ha limitado la electrificación rural en el Perú a la inversión directa, sin ningún fondo adicional de comunidades, gobiernos regionales o proveedores de servicio. Un problema importante que disuade a las compañías de distribución eléctrica de invertir en la electrificación rural es el hecho de que tienen áreas de concesión concentradas en pequeñas zonas alrededor de centros urbanos y sólo tienen la obligación de satisfacer solicitudes de servicio dentro de los 100 metros de la red existente.
Para ampliar la cobertura, el gobierno de Perú ha estado gastando en electrificación un promedio de 40 a 50 millones US$ al año en los últimos diez años. Estas inversiones se realizaron a través de fondos sociales (por ejemplo: FONCODES - Fondo Nacional de Cooperación para el Desarrollo Social) y, en mayor medida, por la Dirección Ejecutiva de Proyectos (DEP), una división del Ministerio de Energía y Minas (MEM). La DEP, que actualmente está en proceso de absorción por la Dirección General de Electrificación Rural (DGER), está a cargo de la planificación, diseño y construcción de los sistemas eléctricos rurales. Una vez concluidos, los sistemas eléctricos rurales son transferidos para su operación a compañías estatales de distribución o a una compañía con activos estatales creada especialmente, que gestiona los sistemas regidos por contratos de operación con compañías estatales o municipios.

## Resumen de la participación privada en el sector eléctrico
| Actividad             | Participación privada (%)                        |
| --------------------- | ------------------------------------------------ |
| Generación            | 69% de capacidad instalada, 60% de producción    |
| Transmisión           | 100%                                             |
| Distribución          | 45% de clientes, 71% de electricidad distribuida |
| Inversión             | Participación privada (%)                        |
| Generación (2005)     | 90%                                              |
| Transmisión (2005)    | 100%                                             |
| Distribución (2005)   | 52%                                              |
| Electrificación rural | 0%                                               |

## Electricidad y medio ambiente

### Responsable de medio ambiente
El Consejo Nacional del Ambiente (CONAM), creado en 1994, es responsable del medio ambiente en el Perú y promueve el desarrollo sostenible. El CONAM es un organismo público descentralizado dependiente del Ministerio de la Presidencia. Su Comité de Administración está compuesto por 10 miembros de los gobiernos nacional, regional y local, representantes del sector económico, organizaciones no gubernamentales, universidades y asociaciones profesionales. La Agenda Ambiental Nacional es el instrumento que prioriza los problemas ambientales identificados a nivel nacional.
En 2002, el CONAM creó la Estrategia Nacional de Cambio Climático, con el objetivo de transmitir la importancia de la vulnerabilidad de Perú ante el cambio climático. El objetivo principal era destacar la necesidad de incorporar en las políticas y programas del país las medidas de adaptación necesarias y crear conciencia en la población acerca de los riesgos existentes y de las acciones que se pueden emprender para utilizar recursos de manera responsable. El Programa de Fortalecimiento de Capacidades Nacionales para Manejar el Impacto del Cambio Climático y la Contaminación del Aire (PROCLIM) fue creado para implementar la estrategia antes mencionada. El PROCLIM tiene como objetivo contribuir a la reducción de la pobreza promoviendo la integración de los problemas del cambio climático y de la calidad del aire en políticas de desarrollo sostenibles.

### Emisiones de gases de efecto invernadero
OLADE (Organización Latinoamericana de Energía) 2017 estimó que las emisiones de CO2 por la producción de electricidad en 2003 fueron de 3.32 millones de toneladas de CO2, lo que representa el 13% del total de las emisiones del sector energético.

### Proyectos MDL en electricidad
Actualmente (noviembre de 2007) hay siete proyectos MDL registrados en el sector eléctrico en el Perú, con una reducción total de emisiones estimada en 800.020 Tm de CO2e por año.
| Tipo de proyecto           | Cantidad | Reducción de emisiones (Tm de CO2e/año) |
| -------------------------- | -------- | --------------------------------------- |
| Biogás                     | 1        | 298.996                                 |
| Manejo de residuos         | 1        | 26.719                                  |
| Sustitución de combustible | 1        | 25577                                   |
| Hidroeléctrico grande      | 3        | 434.883                                 |
| Hidroeléctrico pequeño     | 1        | 13.845                                  |

Fuente: UNFCCC
El Fondo Nacional del Ambiente (FONAM) es el punto central para los proyectos de MDL en el Perú.

## Asistencia externa

### Banco Interamericano de Desarrollo
El Banco Interamericano de Desarrollo brinda asistencia técnica para un proyecto de Servicios Sostenibles Usos de Energía en el Perú. Se trata de un proyecto de 850.000 US$ de los cuales el BID aporta 750.000 US$.

### Banco Mundial
En la actualidad, el Banco Mundial financia un proyecto de Electrificación Rural en el Perú. Se trata de un proyecto de 5 años, de 145 millones US$ para el cual el Banco Mundial contribuye con préstamos por valor de 50 millones US$ y el Fondo para el Medio Ambiente Mundial (FMAM) con una donación de 10 millones US$. Este proyecto aumenta el acceso a servicios eléctricos eficientes y sostenibles y mejora la calidad de vida y de oportunidades de generación de ingresos en áreas rurales.